# دومينيكا سيلوكا
دومينيكا سيلوكا (بالتشيكية: Dominika Selucká)‏ مواليد 13 ديسمبر 1988، هي لاعبة كرة يد تشيكية تلعب كمحور. مثلت منتخب التشيك لكرة اليد للسيدات.

## سجل المنافسة
شاركت في البطولات التالية:
- بطولة العالم لكرة اليد للسيدات 2013
- بطولة أوروبا لكرة اليد للسيدات 2012

## روابط خارجية
- دومينيكا سيلوكا على موقع الاتحاد الأوروبي لكرة اليد (الإنجليزية)